# Innozenz
Innozenz (lateinisch innocentius, „der Unschuldige“) ist ein männlicher Vorname. Die weibliche Form des Namens ist Innozenzia.
Folgende Personen trugen den Namen:
- Innocentius (Jurist), römischer Jurist (wohl 2. Jahrhundert n. Chr.); Großvater des Philosophen Chrysantios
- Innocentius (Märtyrer) († 302)
- Innozenz Giesel (um 1600–1683), Historiker, Archimandrit des Kiewer Höhlenklosters sowie Professor und Rektor der Kiewer Mohyla-Akademie
- Innozenz Metz (um 1640–1724), Benediktinerpater und Maler
- Innozenz von Maria Opferung (1689–1753), römisch-katholischer Bischof

Dreizehn Päpste und ein Gegenpapst hießen Innozenz:
- Innozenz I. 402–417
- Innozenz II. 1130–1143
- Innozenz III. (Gegenpapst) 1179–1180
- Innozenz III. 1198–1216
- Innozenz IV. 1243–1254
- Innozenz V. 1276
- Innozenz VI. 1352–1362
- Innozenz VII. 1404–1406
- Innozenz VIII. 1484–1492
- Innozenz IX. 1591
- Innozenz X. 1644–1655
- Innozenz XI. 1676–1689
- Innozenz XII. 1691–1700
- Innozenz XIII. 1721–1724